# 국제 하키 연맹
국제 하키 연맹(International Hockey Federation, FIH)은 필드하키를 관할하는 국제 스포츠 연맹이다.

## 역사
국제 하키 연맹(FIH)은 1924년 1월 7일, 프랑스 파리에서 설립되었다. 당시 초대 회원국으로는 벨기에, 스위스, 스페인, 오스트리아, 체코슬로바키아, 프랑스, 헝가리의 7개국 필드하키 협회가 가입하였다. 1927년에는 남아공, 덴마크, 미국, 스코틀랜드, 아일랜드, 웨일스, 잉글랜드, 호주가 참여하여 국제 여자 하키 연맹(International Federation of Women's Hockey Associations, IFWHA)을 창설하였으나 1982년 FIH로 통합되었다.
2005년 본부를 벨기에 브뤼셀에서 스위스 로잔으로 옮겼다. 2014년 현재 가입국은 128개국이다.

## 지역 연합
현재 국제 하키 연맹에는 총 128개국의 협회가 가입되어 있으며, 국제 대회 성적에 따라 FIH 월드 랭킹도 발표한다.

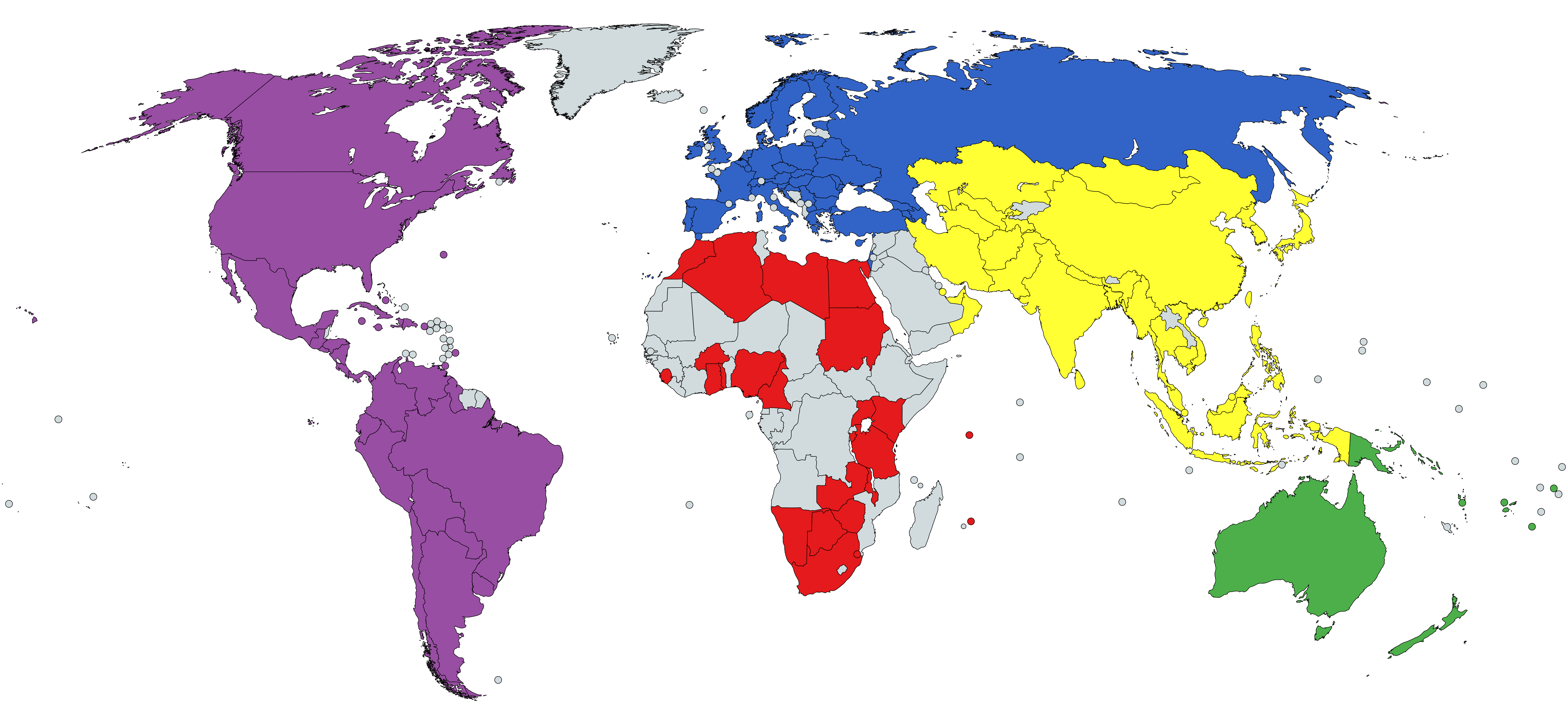
세계 하키 연맹 가입국 현황

    PAHF – 팬아메리카 하키 연맹
    ASHF – 아시아 하키 연맹
    AFHF – 아프리카 하키 연맹
    OHF – 오세아니아 하키 연맹
    EHF – 유럽 하키 연맹

## 주관 대회

### 실외
- 하키 월드컵
- 여자 하키 월드컵
- 하키 주니어 월드컵
- 석사 하키 월드컵
- 여자 주니어 하키 월드컵
- 올림픽
- 하키 월드리그
- 하키 챔피언스 트로피

### 실내
- 실내 하키 월드컵